# Gustav Wolff (Architekt)
Gustav Wolff (* 18. Mai 1858 in Maar (Hessen); † 5. April 1930 in Halle (Saale)) war ein deutscher Architekt.

## Leben und Wirken
Wolff arbeitete zunächst mit dem Architekten Theodor Lehmann im gemeinsamen Architekturbüro Lehmann und Wolff in Halle (Saale). Nach Lehmanns Ausscheiden nahm Wollf seinen Neffen, den Architekten Wilhelm Ulrich als Teilhaber auf, das Architekturbüro hieß nun Wolff und Ulrich.
Wolff war Vorsitzender des Halleschen Kunstgewerbevereins und Mitglied im Deutschen Werkbund (DWB) sowie im Bund Deutscher Architekten (BDA). Sein Stil ist geprägt durch den Werkbund-Gedanken, also sich angesichts der industriellen Produktion für die „Veredelung der gewerblichen Arbeit im Zusammenwirken von Kunst, Industrie und Handwerk“ zum Ziel zu setzen.
Wolffs Architekturstil veränderte sich unter der Idee der Gründung des Bundes für Heimat und Umwelt in Deutschland 1904 in Dresden. Ziel war es, regionale Eigenarten der Baukultur herauszustellen und sich von den fremden, kopierenden, historistischen, Schmuck und Stuck verbundenen Bauformen abzuwenden. Kennzeichen waren etwa steile Mansarden und Satteldächer oder Walmdächer, einheimischer Porphyr als Sockelsteine und Waschputzfassaden mit reduzierten Schmuckornamenten, zudem erkerartige Anbauten oder die Giebelform aufgreifende Ziergiebel sowie hölzerne Fensterläden, Holzschindeln der bäuerlichen Schweizerhäuser. Die Anleihen am Schweizerstil waren überall in Europa zu finden, die Schweiz stand als neutraler Staat auch für Hort von Demokratie und saubere Natur.
Gustav Wolff engagierte sich auch in der Denkmalpflege und im Heimatschutz. Im Auftrag des halleschen Bankiers Heinrich Franz Lehmann (1847–1925) restaurierte er 1906–1908 das Goethe-Theater in Bad Lauchstädt, verfasste eine Festschrift zu dessen Fertigstellung und war im Dezember 1908 auch Gründungsmitglied des Lauchstedter Theatervereins.
Wolffs Tochter Johanna Schütz-Wolff (1896–1965) war eine bekannte deutsche Textilgestalterin und Grafikerin.

## Auszeichnungen
- Ritterkreuz 1. Klasse des großherzoglich hessischen Verdienstordens Philipps des Großmütigen (vor 1919)
- Preußische Medaille für Verdienste im Bau- und Verkehrswesen

## Werk

### Bauten und Entwürfe

Lauenstein in einer historischen Ansicht von 1899 nach dem grundlegenden Neuaufbau
Fabrikantenvilla Thiem & Töwe, enthält neben einem mittelalterlich anmutenden, noch erhaltenem Kreuz-Gewölbe eine ungewöhnlich großzügige Prunkdiele, die über zwei Etagen führt

- 1893–1894: Friedenstraße 14 und 15 in Halle (Saale) mit Fachwerk in der Mansarde und Erkertürmchen
- 1894: Trauerhalle auf dem jüdischen Friedhof in Halle (Saale), Humboldtstraße 52, heutige Synagoge – gemeinsam mit Theodor Lehmann.
- 1896–1905: Burg Lauenstein – Umbau, Sanierung und Erweiterung in einem weniger strengen Späthistorismus mit ersten geschwungenen Formen und damit Anklängen des Jugendstils; die Arbeiten an der mittelalterlichen Burg zogen sich bis in die 1905er Jahre hin, da weitere architekturrelevante Erweiterungen vom halleschen Juristen Erhard Messmer in Auftrag gegeben wurden. Diese Burgenarchitektur beeinflusste die Architekten und hatte Einfluss auf die Auftraggeber vieler weiterer Projekte, beispielsweise Prunkdielen, die der Repräsentation in der Burg gerecht wurden, in den späteren kleinen Landhaus-Villen ungewöhnliche Raumsituationen erzeugten und meist mit mondänen Treppen über mehrere Etagen ausgeführt wurden.
- 1900: Pfarrhaus Wörbzig – gemeinsam mit Friedrich Gothe.
- 1900–1903: Villa Burgstraße 37a in Halle (Saale) – gemeinsam mit Theodor Lehmann.
- 1900–1903: Villa Advokatenweg 9 in Halle (Saale) – gemeinsam mit Theodor Lehmann.
- 1902–1903: Gemeindehaus der Laurentiusgemeinde in Halle (Saale) – gemeinsam mit Theodor Lehmann.
- 1904: Wohn- und Geschäftshaus E. Krause am Leipziger Turm in Halle (Saale), Leipziger Straße 85 – gemeinsam mit Theodor Lehmann.
- 1904: Städtische Lesehalle, heute Stadtbibliothek Halle – gemeinsam mit Theodor Lehmann.
- 1905–1906: Rathaus Artern[5]
- 1906: Wohnhaus und Fabrikgebäude der Apparatefabrik Thiem & Töwe, Hordorfer Straße 4, Halle (Saale) – gemeinsam mit Theodor Lehmann.
- 1906–1908: Geschäftshaus für die im Jahre 1862 gegründete Buchhandlung Tausch und Grosse, Große Ulrichstraße 38, Halle (Saale), Ziegelbau mit Schweifgiebel, Kastenerker und Kolonnade im dritten Obergeschoss, repräsentative Jugendstilfassade, gefliester Jugendstil-Schriftzug – gemeinsam mit Theodor Lehmann.
- 1908: Wiederaufbau des Goethe-Theaters in Bad Lauchstädt[6]
- 1912: Kaufhaus Assmann in Halle (Saale), Große Ulrichstraße 49
- 1912–1913: Haupttribüne der Galopprennbahn Halle (Saale)
- 1914: Umgestaltung des Gebäudes des ehemaligen Bankhauses Lehmann, Große Steinstraße 19 in Halle (Saale)
- 1921: Windmühlenstraße 3–5, Magdeburg-Rothensee[7]
- 1925–1926: Verwaltungsgebäude Willy-Lohmann-Straße 6a, Halle (Saale) – gemeinsam mit Wilhelm Ulrich.
- 1926: Villa Huth, Hoher Weg 13, Halle (Saale) – gemeinsam mit Wilhelm Ulrich.

### Schriften
- Das Goethe-Theater in Lauchstadt. Seine Geschichte und seine Wiederherstellung im Jahre 1908. Gebauer & Schwetschke, Halle (Saale) 1908.
- Sieben Fragen für jeden, der zu bauen beabsichtigt Herausgegeben von der Ortsgruppe Sachsen-Anhalt des Bundes Deutscher Architekten. Gebauer & Schwetschke, Halle (Saale) 1910.